# 丹尼利·迪基奧
丹尼利·沙維度亞·迪基奧（英語：Daniele Salvatore Dichio；1974年10月19日—），一般称作迪基奧，英格蘭已退役职业足球运动员，退役前效力于美國職業足球大聯盟球会多倫多FC，在此前他在英格蘭次等球會打滾。